# Tipula angolensis
Tipula angolensis är en tvåvingeart som beskrevs av Alexander 1944. Tipula angolensis ingår i släktet Tipula och familjen storharkrankar. Inga underarter finns listade i Catalogue of Life.